# COLLADA
Zkratka Collada znamená COLLAborative Design Activity a představuje formát pro ukládání 3D objektů a animací. Je založena na otevřeném XML schématu, tj. můžeme ji snadno přečíst, vytvářet a editovat v libovolném textovém editoru. Obvykle používá koncovku .dae.

## Historie
Collada byla vytvořena firmou Sony Computer Entertainment jako oficiální formát pro PlayStation 3 a PlayStation Portable. 

## Kompatibilita
Colladu je možné buď standardně, nebo pomocí pluginů, používat v programech Maya; 3DS Max; LightWave 3D; Maxon|Cinema 4D R11; Softimage|XSI; Side Effect's Houdini; MeshLab; SketchUp; Blender; ArcGIS a dalších. 
Collada je používána jako výchozí 3D formát pro popis 3D modelů v programu Google Earth (zapouzdřeno ve formátu *.kmz)

## Verze
- 1.0: Říjen 2004
- 1.2: Únor 2005
- 1.3: Červen 2005
- 1.4.0: Leden 2006; přidána spousta nových vlastností, podpora OpenGL ES materiálů, efektů stínů, na této verzi se podílel mj. i Khronos Group.
- 1.4.1: Červenec 2006; patch poslední verze.